# NickMusic
 (транскр.  Ник мјузик) је америчка претплатничка телевизијска мрежа власника ViacomCBS-а, под уредничком контролом дечје кабловске мреже Nickelodeon-а (обележавајући шесто проширење бренда у својој историји). Представља део јединице Kids and Family Group предузећа ViacomCBS Domestic Media Networks-а, и углавном доноси музичке видео-спотове и програме који се односе на музику од млађих поп извођача који се допадају циљној публици Nickelodeonа, с тим што су неки видео-спотови уређени да би задовољили општу оцену TV-PG примењени током дана приказивања мреже или замењени видео-спотом текста.
Српска верзија мреже покренута је 1. јуна 2021. године.